# Lijst van voetbalinterlands Armenië - Polen (vrouwen)
Deze lijst van voetbalinterlands is een overzicht van alle officiële voetbalwedstrijden tussen de nationale vrouwenteams van Armenië en Polen. De landen hebben tot nu toe twee keer tegen elkaar gespeeld.

## Wedstrijden
| № | Plaats  | Datum             | Competitie           | Wedstrijd       | Uitslag |
| - | ------- | ----------------- | -------------------- | --------------- | ------- |
| 1 | Jerevan | 21 september 2021 | WK 2023 kwalificatie | Armenië − Polen | 0 − 1   |
| 2 | Gdynia  | 7 april 2022      | WK 2023 kwalificatie | Polen − Armenië | 12 − 0  |

## Samenvatting
| Competitie        | Totaal gespeeld | Winst Armenië | Gelijk | Winst Polen | Doelsaldo Armenië – Polen |
| ----------------- | --------------- | ------------- | ------ | ----------- | ------------------------- |
| Vriendschappelijk | 2               | 0             | 0      | 2           | 0 − 13                    |
| Totaal            | 2               | 0             | 0      | 2           | 0 − 13                    |